# Ecdemus obscuratus
Ecdemus obscuratus là một loài bướm đêm thuộc phân họ Arctiinae, họ Erebidae.